# The Call of the Song
The Call of the Song est un film muet américain réalisé par Thomas H. Ince et sorti en 1911.

## Fiche technique
- Réalisation : Thomas H. Ince
- Producteur : Carl Laemmle
- Genre : Film dramatique
- Date de sortie : États-Unis : 3 août 1911

## Distribution
- King Baggot : Hugh Norton
- Mary Pickford : Amy Gordon
- Owen Moore